# 歐文·潘諾夫斯基
歐文．潘諾夫斯基（德語：Erwin Panofsky；1892年3月30日—1968年3月14日）為德國猶太裔藝術史學者，以圖像學三段分析理論奠基後世圖像學研究基礎，並明確界定出「圖像誌」（iconography）與「圖像學」（iconology）以及其分析應用。潘諾夫斯基的藝術史研究範疇主要在中世紀與北方文藝復興藝術，發表多項與杜勒相關的研究，在三段分析理論中便有以杜勒的版畫《憂鬱I》（Melencolia I）作為理論例證。潘諾夫斯基因為其猶太裔身份使得他在納粹時期（1933-1945）至美國發展，因此其主要學術研究和圖像學著作是在美國時發表。
潘諾夫斯基承襲瓦爾堡學派，引進包括尼采哲學在內的人文學科知識來討論藝術品的意義問題，潘諾夫斯基的圖像學方法便是將對藝術品的理解從沃夫林等藝術史家研究的視覺形式轉向意義的重建，進一步分析圖像涵蓋的文化意涵及探討藝術家的創作意圖與動向。

## 學術經歷

### 成長與求學歷程
潘諾夫斯基生於1892年德國漢諾威的猶太家庭，其家族因經營西里西亞的礦業而致富。潘諾夫斯基在柏林成長，1910年通過德國高考（Abitur）後，在1910-1914年間修習法律、哲學、語言學與藝術史，並研究北方文藝復興時期的藝術家杜勒。
1926年潘諾夫斯基擔任漢堡大學的第一位藝術史教授，與阿比·瓦爾堡往來密切，潘諾夫斯基的三段分析研究法，便是在瓦爾堡圖像學概念的基礎上發展出的，與當時為藝術史顯學的風格史對抗。相較風格史重視藝術品形式並主張形式才能彰顯藝術價值，潘諾夫斯基圖像學除了對藝術品本身之描述，更將研究要點放在解釋作品內涵，因此強調藝術史家須具備豐富歷史知識掌握文獻、原典，才能探尋作品中的象徵與文化意義。

### 納粹時期至美國發展
納粹當權後許多藝術史家避逃至英、美兩國，潘諾夫斯基因猶太人身份也於1934年被解雇教職，移居至美國並執教於普林斯頓大學。潘諾夫斯基有關圖像學和藝術觀點的理論大多是移居美國時期發表的，如1939年出版第一本圖像學專論《圖像學研究》（Studies in iconology）與1955年出版的《視覺藝術的意義》（Meaning in visual arts）都是奠基圖像學理論基礎的重要論著。

## 理論
根據潘諾夫斯基的圖像學理論，圖像學研究有三個步驟：描述、分析與解釋。首先「前圖像描述」(Pre-iconographical description）指的是觀察物件的外觀，客觀的敘述表象特質，包括色彩、光線、線條或構圖等；第二步驟「圖像誌分析」（Iconography）是深入圖像物件的主題，分析在史料記載出現的緣由與意涵，推測主題出現的可能通則，如理念、故事性質等，因此在分析階段須具備豐富知識，掌握原典文獻，以瞭解圖像在不同歷史情境的演變脈絡；最後步驟「圖像學研究」（Iconology）是以時代背景、文化特徵、政治因素或社會概況等要素，解釋圖像物件所涉及的人、事、時、地，深入探討未曾被解釋的可能意義。
| 解釋的對象                                                                 | 解釋的行為   | 解釋的資質                                                         | 解釋的矯正原理 （傳統的歷史）                                                                           |
| -------------------------------------------------------------------------- | ------------ | ------------------------------------------------------------------ | --- |
| Ⅰ、第一性或自然主題 - （A）事實性主題 - （B）表現性主題—構成美術母題的世界 | 前圖像誌描述 | 實際經驗（對象、事件的熟悉）                                       | 風格史 (洞察對象和事件在不同歷史條件下被形式所表現的方式)                                               |
| Ⅱ、第二性或程式主題 構成圖像故事和寓意的世界                               | 圖像誌分析   | 原典知識（特定主題和概念的熟稔）                                   | 類型史 （洞察特定主題和概念在不同歷史條件下被對象和事件表現的方式）                                     |
| Ⅲ、內在意義和內容 構成「象徵」「價值」的世界                               | 圖像學解釋   | 綜合直覺（對人類心理基本傾向的熟悉）受到個人心理與「世界觀」的限定 | 一般意義上的文化徵象或象徵的歷史 （洞察人類心靈的基本傾向在不同歷史條件下被特定主題和概念所表現的方式） |

## 代表論著

### 杜勒研究
- 《杜勒的藝術理論》（1915）
- 《杜勒作品中古代人物的姿勢》（1922）
- 《阿爾布雷希特·杜勒》（1954）

### 圖像學研究論著
- 《藝術史基本概念：近代藝術中的風格發展問題》（1915）
- 《圖像藝術中的風格問題》（1915）
- 《圖像學研究》（1939）
- 《視覺藝術的意義》（1955）

## 影響
圖像學奠定美術史作為一門獨立學科與其他學科的互動基礎，將取材範圍拓展至政治、經濟、哲學等史學研究。當代許多創作品，如圖畫、雕像、劇場、攝影、廣告等主題或領域都能使用潘諾夫斯基的圖像學理論架構加以探討及詮釋。